# Красная книга Москвы
Красная книга города Москвы — официальный документ, содержащий аннотированный список редких и находящихся под угрозой исчезновения животных, растений и грибов города Москвы, сведения о их состоянии и распространении, а также необходимых мерах охраны. Учреждена Правительством Москвы 10 июля 2001 года. Первое издание был опубликовано в 2001 году, второе — в 2011-м, третье — в 2022-м.

## Издание
В первое издание (2001) было включено свыше 450 видов животных, растений и грибов. Во второе издание Красной книги Москвы (2011) занесено более 480 видов животных, растений и грибов, в том числе, 16 видов млекопитающих, 65 — птиц, 4 — пресмыкающихся, 8 — земноводных, 13 — рыб, свыше 177 (с учётом неопределённых видов двух родов) — беспозвоночных, 122 вида сосудистых растений, 26 — моховидных, 10 — водорослей, 21 — лишайник, 15 — грибов. В третье издание Красной книги города Москвы (2022) занесено 573 вида животных, растений и грибов, в том числе 128 видов сосудистых растений, 25 видов моховидных, 3 вида водорослей, 35 видов лишайников, 32 вида грибов, 24 вида млекопитающих, 88 видов птиц, 6 видов пресмыкающихся, 8 видов земноводных, 16 видов рыб и 208 таксонов беспозвоночных.
2 июля 2019 г. издано постановление Правительства Москвы с актуализированными списками охраняемых видов с учётом присоединённых в 2012 г. территорий. Согласно постановлению, инвентаризация и мониторинг животного мира производится ежегодно, ревизионный период составляет 8-10 лет. Охраняемые виды могут иметь различные категории редкости в зависимости от того, где находятся их местообитания: в старых границах города или в Новой Москве. 3-е печатное издание Красной книги Москвы планируется на 2020 год.
Категории охраны видов, включённых в Красную книгу Москвы имеют следующие обозначения:
0 — вероятно исчезнувшие
1 — исчезающие виды
2 — редкие и малочисленные виды
3 — потенциально уязвимые виды
4 — виды неопределённого статуса
5 — восстанавливаемые или восстанавливающиеся виды